# 호르닌달스바트네호

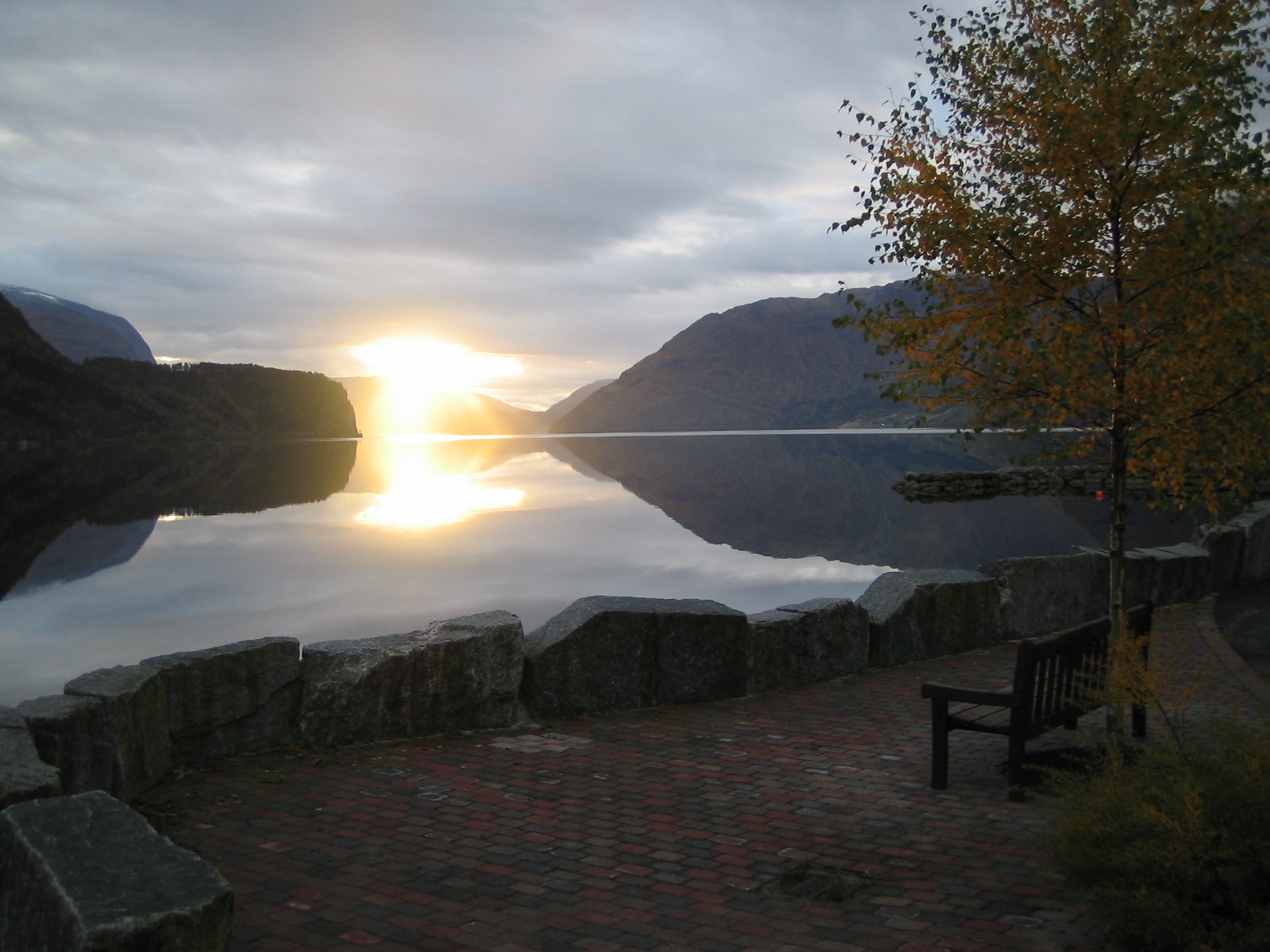
미에사 호

호르닌달스바트네 호(Hornindalsvatnet)은 노르웨이 송노피오라네주에 있는 호수로, 깊이는 514m이다.